# Gateshead Senators
I Gateshead Senators sono una squadra di football americano di Jarrow, in Inghilterra; fondati nel 1985 come Newcastle Browns, sono successivamente divenuti Newcastle Senators e poi Gateshead Senators. Hanno vinto un titolo di secondo livello (valido anche come BritBowl di categoria).

## Dettaglio stagioni

### Amichevoli
| Stagione | Vin | Par | Per | Tot | PF | PS | avversaria                  |
| -------- | --- | --- | --- | --- | -- | -- | --------------------------- |
| 1995     | 0   | 0   | 1   | 1   | 6  | 21 | Gran Bretagna universitaria |
| Totale   | 0   | 0   | 1   | 1   | 6  | 21 |                             |

### Tornei nazionali

#### Campionato

##### Budweiser League National Division/BAFA NL Premiership
| Stagione | regular season | regular season | regular season | regular season | regular season | regular season | playoff | playoff | playoff | playoff | playoff | playoff   | playoff    |
|          | Vin            | Par            | Per            | Tot            | PF             | PS             | Vin     | Per     | Tot     | PF      | PS      | risultato | avversaria |
| -------- | -------------- | -------------- | -------------- | -------------- | -------------- | -------------- | ------- | ------- | ------- | ------- | ------- | --------- | ---------- |
| 1987     | 3              | 0              | 7              | 10             | 124            | 360            | -       | -       | -       | -       | -       | -         | -          |
| 2014     | 2              | 0              | 7              | 9              | 108            | 313            | -       | -       | -       | -       | -       | -         | -          |
| Totale   | 5              | 0              | 14             | 19             | 232            | 673            | -       | -       | -       | -       | -       |           |            |

Fonti: Enciclopedia del Football - A cura di Massimo Mezzetti

##### BAFA NL Division One
| Stagione | regular season | regular season | regular season | regular season | regular season | regular season | playoff | playoff | playoff | playoff | playoff | playoff                        | playoff               |
|          | Vin            | Par            | Per            | Tot            | PF             | PS             | Vin     | Per     | Tot     | PF      | PS      | risultato                      | avversaria            |
| -------- | -------------- | -------------- | -------------- | -------------- | -------------- | -------------- | ------- | ------- | ------- | ------- | ------- | ------------------------------ | --------------------- |
| 2015     | 5              | 0              | 5              | 10             | 212            | 218            | 0       | 1       | 1       | 0       | 1       | Semifinale Northern Conference | Merseyside Nighthawks |
| 2016     | 2              | 0              | 8              | 10             | 54             | 278            | -       | -       | -       | -       | -       | -                              | -                     |
| 2018     | 3              | 1              | 6              | 10             | 188            | 283            | -       | -       | -       | -       | -       | -                              | -                     |
| Totale   | 10             | 1              | 19             | 30             | 454            | 779            | 0       | 1       | 1       | 0       | 1       |                                |                       |

Fonti: Enciclopedia del Football - A cura di Massimo Mezzetti

##### BAFA NL Division Two
| Stagione | regular season | regular season | regular season | regular season | regular season | regular season | playoff | playoff | playoff | playoff | playoff | playoff                        | playoff               |
|          | Vin            | Par            | Per            | Tot            | PF             | PS             | Vin     | Per     | Tot     | PF      | PS      | risultato                      | avversaria            |
| -------- | -------------- | -------------- | -------------- | -------------- | -------------- | -------------- | ------- | ------- | ------- | ------- | ------- | ------------------------------ | --------------------- |
| 2017     | 9              | 0              | 1              | 10             | 439            | 111            | 1       | 1       | 2       | 44      | 73      | Semifinale Northern Conference | Shropshire Revolution |
| 2022     | 7              | 0              | 1              | 8              | 178            | 56             | -       | -       | -       | -       | -       | -                              | -                     |
| Totale   | 16             | 0              | 2              | 18             | 617            | 167            | 1       | 1       | 2       | 44      | 73      |                                |                       |

Fonti: Enciclopedia del Football - A cura di Massimo Mezzetti

### Riepilogo fasi finali disputate
| Anno           | Luogo | Evento               | Fase del torneo                | Incontro                                   | Risultato    |
| 23 agosto 2015 |       | BAFA NL Division One | Semifinale Northern Conference | Merseyside Nighthawks - Gateshead Senators | 1 - 0 d.g.s. |
| 27 agosto 2017 |       | BAFA NL Division Two | Semifinale Northern Conference | Shropshire Revolution - Gateshead Senators | 35 - 0       |

## Palmarès
- 1 BritBowl di 2º livello/Titolo britannico di 2º livello (1999)
- 1 Campionato britannico di secondo livello (1986[3])